# Šaplava
Šaplava (deutsch Schaplawa) ist eine Gemeinde in Tschechien. Sie liegt neun Kilometer nördlich von Nový Bydžov und gehört zum Okres Hradec Králové.

## Geographie

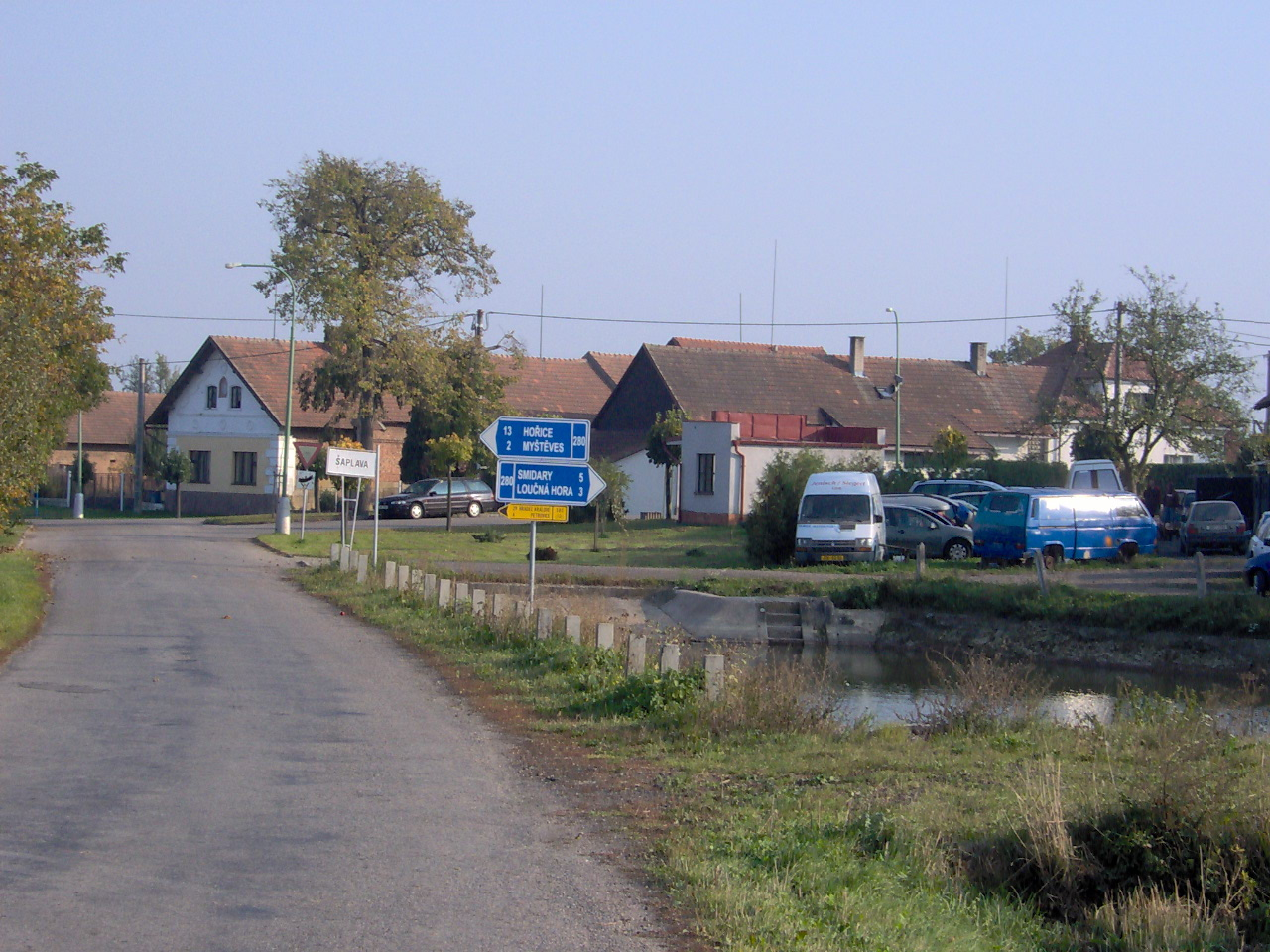
Dorfteich

Šaplava befindet sich rechtsseitig des Baches Králický potok auf der Ostböhmischen Tafel. Nordwestlich erhebt sich der Hořeník (271 m).
Nachbarorte sind Tereziny Dary und Lískovice im Norden, Sukorady im Nordosten, Kouty im Osten, Blažkov, Kanice und Myštěves im Südosten, Loučná Hora im Südwesten, Podlesí im Westen sowie Ohnišťany im Nordwesten.

## Geschichte
Die erste urkundliche Erwähnung von Šaplava erfolgte im Jahre 1381. Der Ort war Sitz des Landadelsgeschlechts von Šaplava. 1576 kaufte Jiřík Ostroměřský das Dorf und ließ im südwestlichen Teil eine Feste errichten. Danach erfolgten zahlreiche Besitzerwechsel. Vor dem Dreißigjährigen Kriege gehörte das Dorf den Sylwar von Silberstein. Die Güter Jan Sylwars wurden nach der Schlacht am Weißen Berg konfisziert und an Magdalena Trčka von Lobkowicz verkauft. Diese verpfändete den Besitz 1629 an Albrecht von Waldstein. Im 18. Jahrhundert wurde der Ort vergrößert. Im Jahre 1835 eröffnete eine Dorfschule. Haupterwerb der Bewohner bildete die Weberei.
Nach der Aufhebung der Patrimonialherrschaften bildete Šaplava ab 1850 eine Marktgemeinde im Bezirk Nový Bydžov. 1930 erreichte die Gemeinde mit 286 Einwohnern die höchste Bevölkerungszahl ihrer Geschichte. Seit 1961 gehört Šaplava zum Okres Hradec Králové.

## Gemeindegliederung
Für die Gemeinde Šaplava sind keine Ortsteile ausgewiesen.

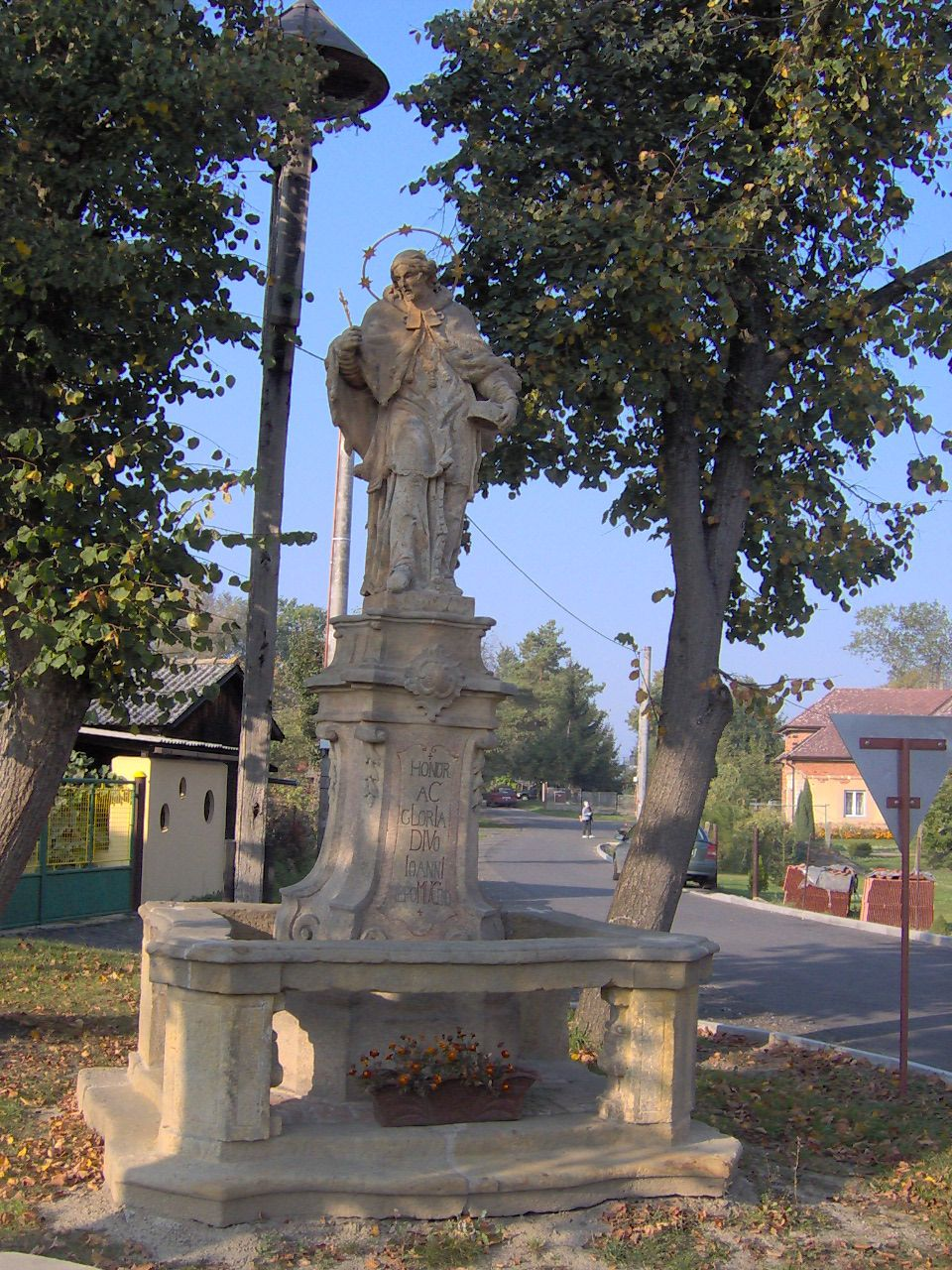
Statue des hl. Johannes von Nepomuk

## Sehenswürdigkeiten
- neobarockes Schloss Blažkov mit englischem Park, östlich des Dorfes
- neogotisches Schloss Podlesí, erbaut 1883, westlich des Dorfes
- Reste der Feste Turyna, östlich des Dorfes
- Statue des hl. Johannes von Nepomuk
- Kruzifix